# Feministiskt initiativ
Feministiskt initiativ (Fi, av partiet ofta skrivet F!) är ett svenskt feministiskt och antirasistiskt politiskt parti, bildat 2005. Partiet har haft mandat i ett drygt dussin kommuner och hade ett mandat i Europaparlamentet mellan 2014 och 2019. Det har aldrig haft mandat i riksdagen.

## Ideologi
Feministiskt initiativ  har en antirasistisk och intersektionell feministisk ideologi och beskrivs vanligen som ett parti till vänster på den traditionella höger-vänsterskalan.

## Politiskt program
Feministiskt initiativ har förslag på reformer inom ett flertal politikområden. I partiets förlag till statsbudget för 2018 nämns bland annat arbetstidsförkortning, höjd garantipension, återinförd förmögenhetsskatt, inrättandet av en jämställdhetsfond, stärkt arbete mot skatteparadis samt satsning på vård, skola, jämlikhet och inkludering. På bostadsområdet framhålls att partiet vill satsa på billiga hyresrätter och inom kvinnofridsområdet nämns bland annat att partiet vill se en "garanterad långsiktig finansiering till skyddade boenden och jourverksamheter."

## Historia

### Förhistoria (2004–2005)
Våren 2004 började diskussioner föras kring en feministisk partibildning med anledning av att det gått tio år sedan Stödstrumporna bildades inför riksdagsvalet 1994. Ebba Witt-Brattström, som var en av dem som bildat Stödstrumporna, berättade i flera intervjuer under våren och sommaren 2004 om diskussionerna, men ville inte avslöja vilka övriga som deltagit i dem. Witt-Brattström angav att en lämplig partiledare kunde vara Margareta Winberg, som året innan lämnat posten som vice statsminister i den socialdemokratiska regeringen Persson och blivit ambassadör i Brasilien. Winberg bekräftade att hon blivit tillfrågad, men sade att hon inte stod till förfogande och påpekade att hon valt att vara socialdemokrat och då inte kunde vara medlem i något annat parti. Winberg startade dock ett feministiskt nätverk och gjorde ett upprop tillsammans med bland andra socialdemokraten Annika Barthine.
En person som bekräftade att hon deltog i diskussionerna i mitten av 2004 var Gudrun Schyman, som lämnat posten som partiledare i Vänsterpartiet i januari 2003 men var kvar som vänsterpartistisk riksdagsledamot, dock med fokus på feministiska frågor snarare än arbete i riksdagens utskott. I december 2004 meddelade Schyman att hon lämnade Vänsterpartiet men skulle sitta kvar i riksdagen som politisk vilde. Vid detta tillfälle ville Schyman inte bekräfta några konkreta planer på att bilda ett nytt parti. Direkt efter Schymans avhopp från Vänsterpartiet framförde Witt-Brattström åsikten att Schyman skulle vara olämplig som partiledare för det tilltänkta feministiska partiet, eftersom det då skulle riskera att uppfattas som en fraktion av Vänsterpartiet. Samtidigt framförde Maria-Pia Boëthius, som också varit med i bildandet av Stödstrumporna, att Schyman vore lämplig på grund av sin stora erfarenhet och att ett parti kunde finnas färdigt sommaren 2005. I en opinionsundersökning utförd av Sifo i december 2004, direkt efter Schymans avhopp, uppgav 22 procent av de tillfrågade att de kunde tänka sig att rösta på ett särskilt feministiskt parti.
Inför internationella kvinnodagen 8 mars 2005 fanns rykten om att det nya partiet skulle lanseras, men lanseringen kom att dröja ytterligare en månad. Vid detta tillfälle hade Witt-Brattström ändrat uppfattning om Schyman, och var nu positiv till Schyman som partiledare.

### Grundandet (2005)
Den 4 april 2005 lanserades Feministiskt initiativ vid en medialt hårdbevakad presskonferens, där Gudrun Schyman, Sofia Karlsson, Monica Amante, Susanne Linde och Tiina Rosenberg framträdde och presenterades som några av de 15 styrelsemedlemmarna. Feministiskt initiativ var vid detta tillfälle en förening snarare än ett parti, men med syfte att ställa upp i riksdagsvalet 2006 och att ha en färdig partibildning klart ett år före valet.
När Feministiskt initiativ bildades fick partiet mycket uppmärksamhet i media, och partiet fick omedelbart 7 procent i en opinionsundersökning.
I augusti 2005 började uppgifter komma om partiets utkast till politiskt program, som kallades för "prioriterade politiska krav", och hade skickats ut på remiss till medlemmarna inför årsmötet. Samtidigt dök de första uppgifterna upp om motsättningar inom styrelsen, där Tiina Rosenberg uttalade att hon inte var nöjd med utkastet på grund av för lite fokus på HBT-rättigheter och homofoba tendenser i det interna arbetet. Senare under augusti 2005, drygt två veckor före årsmötet, hoppade Ebba Witt-Brattström av Feministiskt initiativs styrelse. Hon hänvisade bland annat till samarbetsproblem och att det politiska arbetet pekade på ett parti med tydlig vänsterprofil snarare än ett brett feministparti. Fem andra styrelseledamöter meddelade att de inte skulle ställa upp för omval, vilket föranledde mediarapporter om massavhopp, vilket förnekades av de fem. Detta blev inledningen till en höst fylld av medierapportering kring motsättningar inom Feministiskt initiativ, och avhopp från partiet.
9-11 september 2005 hölls årsmöte i Örebro, och då fattades beslut om att ställa upp som ett parti i riksdagsvalet 2006. Gudrun Schyman, Devrim Mavi och Sofia Karlsson valdes då till talespersoner för partiet. Årsmötet antog också stadgar som angav att styrelsen fick bestå av högst en fjärdedel män.
Den 13 oktober 2005 meddelade Tiina Rosenberg på DN Debatt att hon lämnade sin styrelsepost och partiet. Hon uppgav att hennes roll som forskare i genusvetenskap inte gick att kombinera med politiskt engagemang efter att hon en dryg vecka tidigare av Johan Tralau hade anklagats för forskningsfusk och plagiat i en artikel i Axess. Tre avhoppade styrelseledamöter hade månaden innan hänvisat till Rosenberg, och uttalanden från henne under styrelsemöten, som ett avgörande skäl för att de hoppat av.
I slutet av 2005 uppmättes betydligt lägre siffror för Feministiskt initiativ i opinionsmätningarna än vad som varit fallet tidigare under året, runt en halv till en procent.

### Första valet (2006)
I mars 2006 presenterades valberedningens förslag till valsedel. Gudrun Schyman fanns på första plats och den folkpartistiska EU-parlamentarikern Maria Carlshamre på andra plats. Carlshamre, som nyss hade fällts för bokföringsbrott och av Folkpartiet uppmanats att lämna sin plats i EU-parlamentet, meddelade samtidigt att hon istället lämnade Folkpartiet och stannade kvar i EU-parlamentet.
I sin valkampanj 2006 tog partiet hjälp av internationellt kända feminister som Jane Fonda och Eve Ensler. Jane Fonda skänkte även 400 000 kronor till Fi:s valkampanj.
Feministiskt initiativ ville utjämna löneskillnader mellan kvinnor och män genom statliga ingripanden. Partiet fick uppmärksamhet under valrörelsen 2006 bland annat på grund av förslag om högre skatt för män, som var avsett att bidra till mer jämställda löner. Förslaget användes dock inte i Feministiskt initiativs valmanifest.

### Feministisk folkrörelse (2007–2008)
Efter att ha fått 0,7 procent av rösterna i 2006 års riksdagsval övergick partiet år 2007 från att vara politiskt parti till att istället verka som "feministisk folkrörelse" och bedriva folkbildning utifrån en feministisk grundsyn.[källa behövs] Partiet ansåg sig inte ha råd att ställa upp i framtida val, och beviljades ett statligt bidrag för folkrörelser på 400 000 kronor, där man i ansökan lovade att inte ställa upp i val under 2007. (Dock skulle inga ordinarie val genomföras år 2007.) Partiet utredde därefter om man skulle ha förutsättningar att ställa upp i framtida val. Partiet ombildades åter till politiskt parti mindre än ett år senare, i januari 2008, och talespersonen Gudrun Schyman meddelade att partiet skulle ställa upp i val till riksdag, kommuner, landsting och EU-val.

### Val utan mandat (2009–2014)
Inför Europaparlamentsvalet 2009 skänkte Benny Andersson en miljon kronor till Feministiskt initiativ.
I maj 2010 inför riksdagsvalet samma år skänkte Benny Andersson åter pengar till Feministiskt initiativ, denna gång 300 000 kronor till partiet, i syfte att finansiera valaffischer och valsedlar. Inför valet 2010 skänkte även artistduon The Knife 50 000 kronor till Feministiskt initiativ.

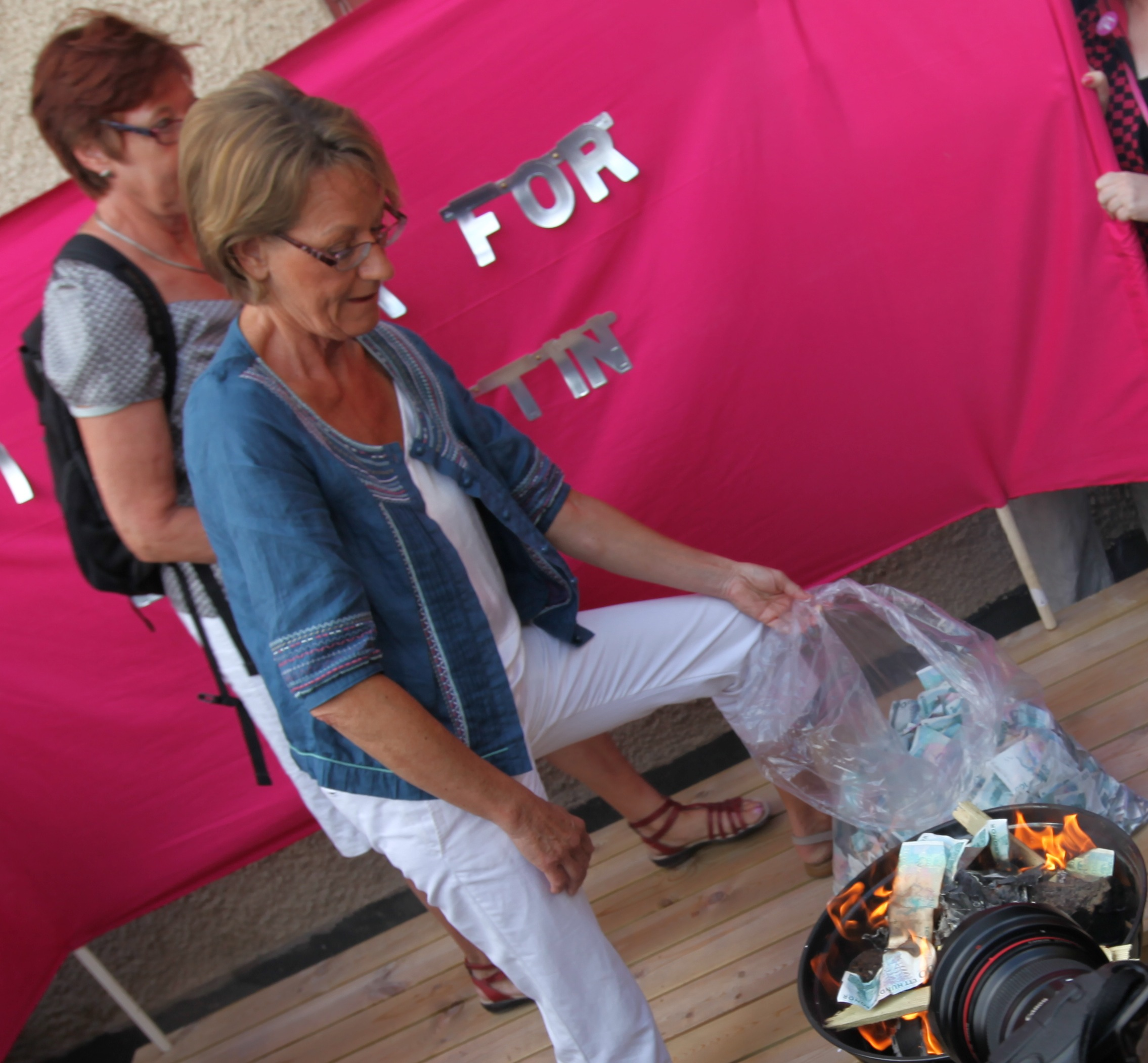
Gudrun Schyman och andra feminister eldar upp 100 000 kronor under Almedalsveckan 2010.

Feministiskt initiativ har haft sitt starkaste stöd i storstadsregionerna och universitetsstäderna samt Simrishamns kommun.[källa behövs] Enligt en Sifo-undersökning övervägde 15 procent att rösta på Feministiskt initiativ i valet 2010, jämfört med 10 procent år 2006. I samma undersökning tyckte även 46 procent att det vore positivt om Feministiskt initiativ satt i riksdagen.
Den 6 juli 2010 eldade Feministiskt initiativ upp 100 000 kronor i sedlar i syfte att vinna uppmärksamhet för ett politiskt förslag om en statlig jämställdhetsfond. Pengarna som brändes hade donerats av reklambyrån Studio total.
I januari 2011 tillkännagav Gudrun Schyman att hon inte kandiderade för återval som talesperson, utan tänkte fortsätta sitt engagemang i Fi som ledamot i partistyrelsen och kommunalpolitiker i Simrishamns kommun. I februari 2011 avled talespersonen Stina Sundberg efter en tids sjukdom. På partikongressen 2011 valdes Carl Emanuelsson, Sissela Nordling Blanco och Stina Svensson till nya talespersoner.

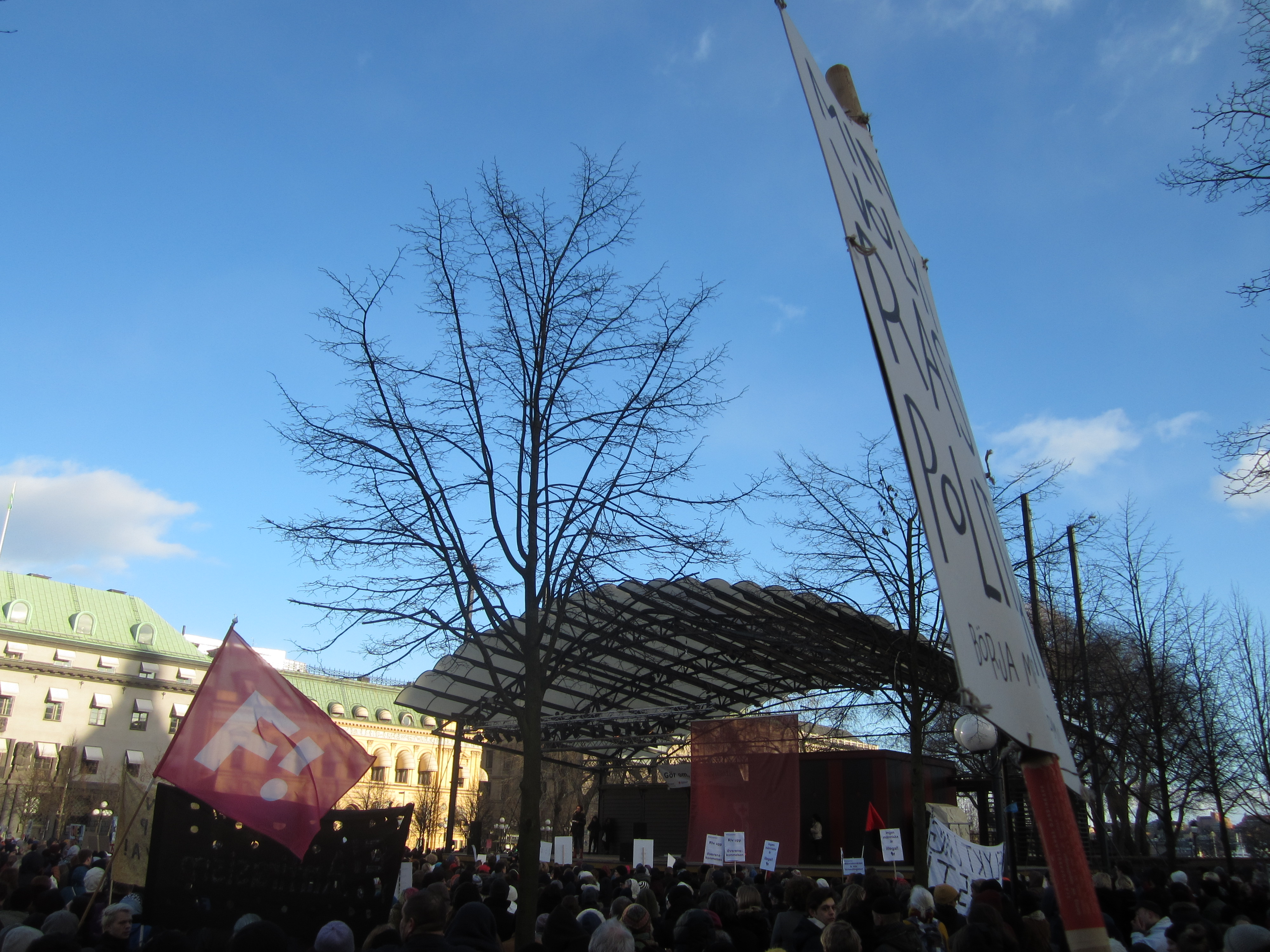
Feministiskt Initiativ på demonstration mot Sveriges migrationspolitik i Stockholm, mars 2013.

I april 2013 blev Gudrun Schyman återvald som talesperson tillsammans med Stina Svensson och Sissela Nordling Blanco. Under hösten 2013 och våren 2014 ökade antal medlemmar, från cirka 1 500 i oktober till cirka 6 000 i februari, 10 000 i april och 16 000 i maj.

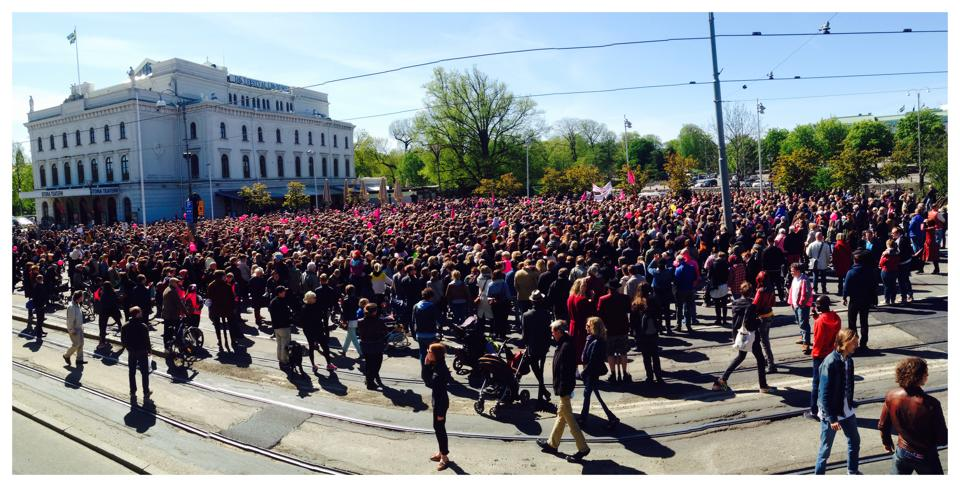
Feministiskt Initiativs 1 maj-tåg i Göteborg 2014 drog 3 600 personer.

 I december 2013, inför riksdagsvalet 2014, skänkte Benny Andersson åter pengar till Feministiskt initiativ, denna gång 100 000 kronor.
I april 2014 släpptes albumet F!, som var partiets valskiva inför riksdagsvalet och Europaparlamentsvalet 2014. På albumet medverkar 65 artister, bland andra Robyn, Sarah Dawn Finer och Tove Styrke.
I april 2014 blev Unga Feminister officiellt ungdomsförbund.
Enligt en Sifo-undersökning som redovisades i juni 2014 är Feministiskt initiativ det mest populära partiet hos väljarna när väljarna rangordnar partiernas jämställdhetspolitik.

### EU-parlamentariker och kommunala mandat (2014–2019)

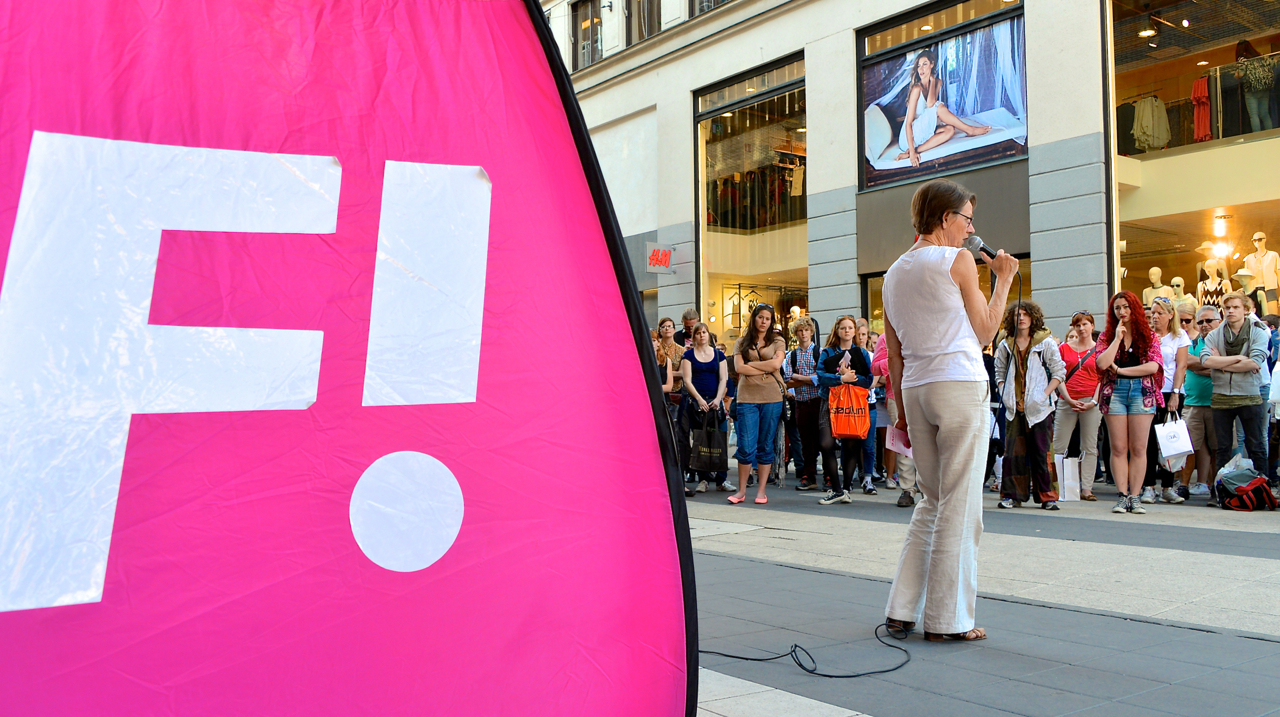
Gudrun Schyman, en av talespersonerna för Feministiskt initiativ, håller torgmöte i Stockholm inför valet till Europaparlamentet i maj 2014.

Feministiskt initiativ ställde upp i 2014 års Europaparlamentsval och riksdagsval med Gudrun Schyman som första namn på riksdagslistan och Soraya Post som första namn på EU-listan. Partiet ställde också upp i flera kommun- och landstingsval.
Efter att Fi kom in i Europaparlamentet anslöt sig Fi till Gruppen Progressiva förbundet av socialdemokrater i Europaparlamentet (S&D). I riksdagsvalet 2014 fick Fi sitt dittills bästa resultat i ett riksdagsval, 3,1 procent, och blev därmed det största partiet utanför riksdagen. Runt om i landet kom Fi in i sammanlagt 13 kommuner och fick totalt 26 kommunmandat. I Stockholms stad ingick partiet i den styrande koalitionen, dock utan att ha någon post i borgarrådsberedningen. I sin valkampanj till riksdagen fick partiet åter hjälp av Benny Andersson samt av Helena af Sandeberg och Kjell Bergqvist, Pharrell Williams med flera.

### Perioden efter 2019
I slutet av september 2024 övergav partistyrelsen partiets tidigare hållning för en tvåstatslösning i Israel-Palestina-konflikten. De deklarerade istället sitt stöd för en demokratisk pluronationalistisk enstatslösning och fördömde vad de kallar "det sionistiska projektet".

## Organisation

### Homeparty

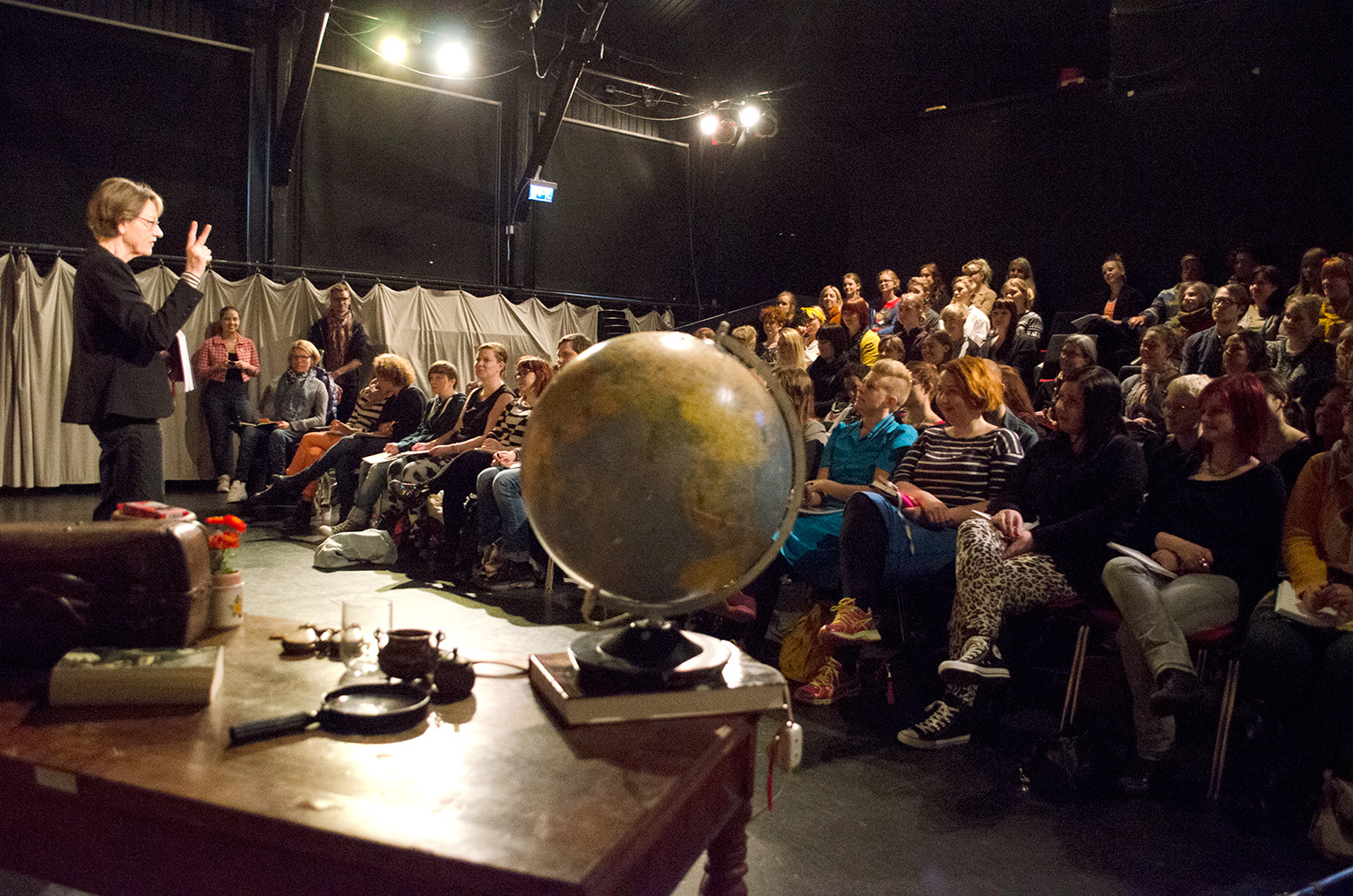
Gudrun Schyman på homeparty i Göteborg den 11 april 2014.

Feministiskt initiativ organiserar så kallade homepartyn. Partiledarna och riksdagskandidaterna för Feministiskt initiativ, däribland Gudrun Schyman, hade under valrörelsen 2014 hållit hundratals valmöten i både möteslokaler och privata hem runtom i landet.
Gudrun Schyman beskriver homepartyrörelsen såhär: "Min erfarenhet är att många är intresserade av att prata politik. Särskilt när det drar ihop sig till val. Men man vill helst göra det på sina egna villkor. Kanske inte gå på stort möte i stora lokaler utan mer nedtonat och tillsammans med människor man redan känner. Det politiska samtalet är en ovärderlig del i ett demokratiskt samhälle. Jag vill sänka trösklarna och öppna för nya mötesformer."

### Talespersoner/partiledare

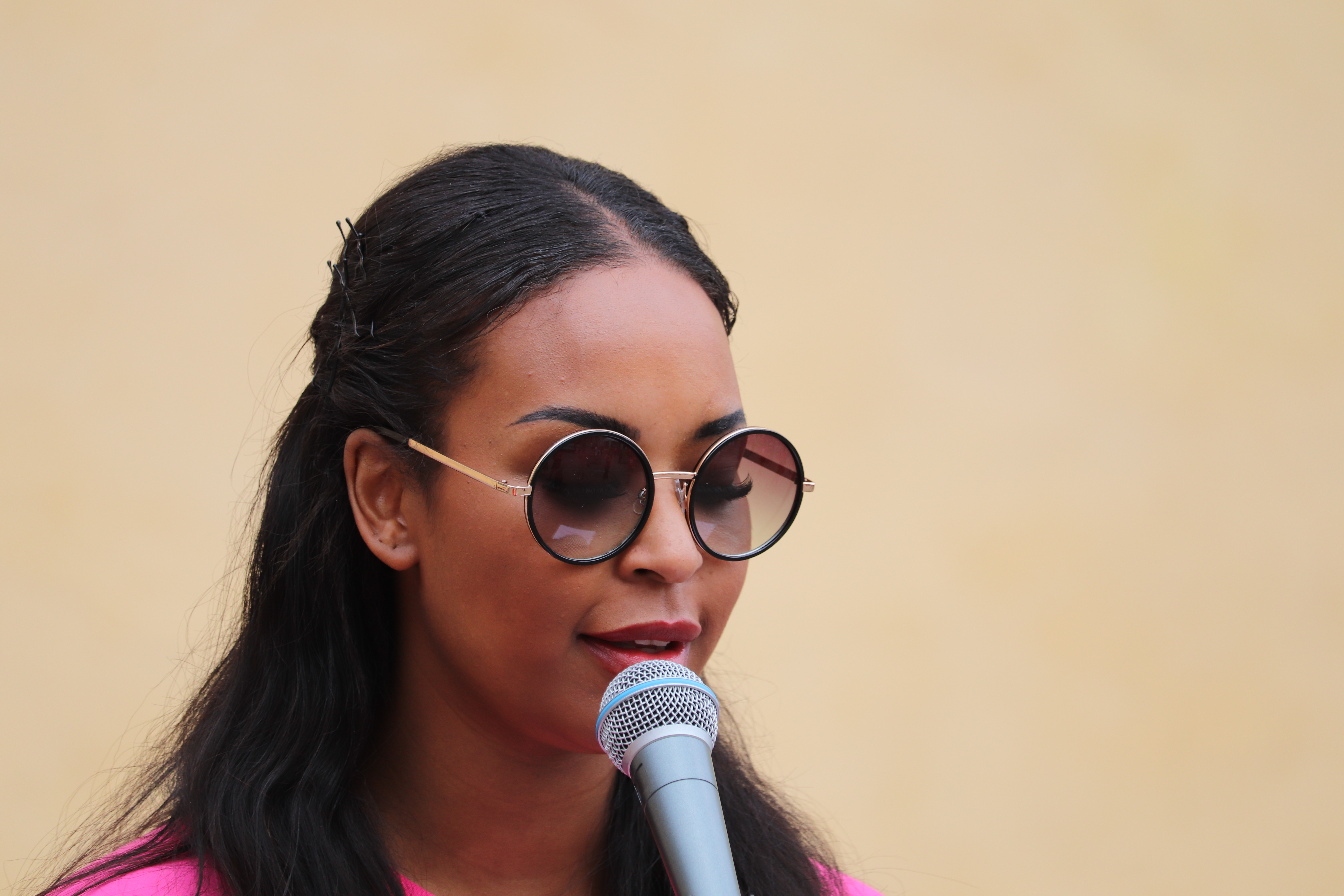
Teysir Subhi, partiledare 2022-2023.

- Sofia Karlsson, Devrim Mavi, Gudrun Schyman 2005–2006
- Sofia Karlsson, Gudrun Schyman 2006–2007
- Gudrun Schyman, Stina Sundberg 2007–2011
- Sissela Nordling Blanco, Carl Emanuelsson, Stina Svensson 2011–2013
- Sissela Nordling Blanco, Gudrun Schyman, Stina Svensson 2013–2015
- Sissela Nordling Blanco, Gudrun Schyman 2015–2016
- Gudrun Schyman 2016–2017
- Victoria Kawesa, Gudrun Schyman 2017
- Gudrun Schyman 2017–2018
- Gita Nabavi, Gudrun Schyman 2018–2019
- Gita Nabavi, Farida al-Abani 2019–2020
- Farida al-Abani 2020–2021
- Farida al-Abani, Teysir Subhi 2021–2022[75][76][77]
- Teysir Subhi 2022–2023
- Agnes Lundgren och Luis Lineo 2023– [78]

## Samverkande organisationer

### Ungdomar
Unga Feminister startade hösten 2010 och några månader senare, den 15 januari 2011, hölls det konstituerande årsmötet.
På Feministiskt initiativs kongress i mars samma år inledde Unga Feminister ett officiellt samarbete med partiet, med målet att i ett senare skede formellt bli Fi:s ungdomsförbund.
I april 2014 antogs Unga feminister som ett ungdomsförbund till Feministiskt initiativ. I kårvalet till Uppsala Studentkår 2013 fick partiet näst flest röster och i kårvalet 2014 fick partiet flest röster.

### Värdigt liv
Inför Europaparlamentsvalet 2024 ingick Feministiskt initiativ ett samarbete med Partiet Vändpunkt under partibeteckningen Värdigt liv, med ett gemensamt valmanifest och valsedel med kandidater från båda partier.

## Valresultat

### Riksdagsval
| Riksdagsvalen |
| ------------- |
|               |

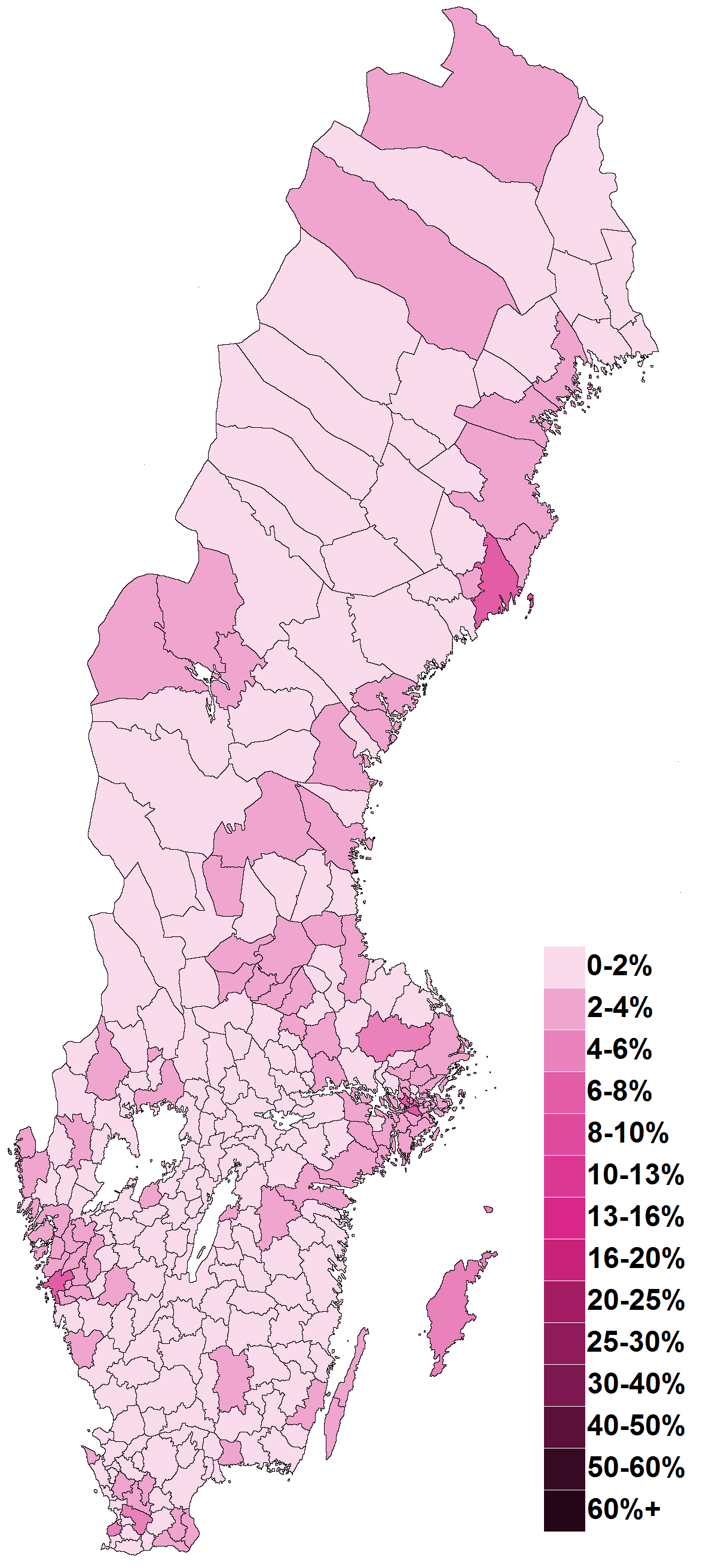
Procentuellt stöd efter kommun riksdagsvalet 2014.

I riksdagsvalet 2006 fick partiet 0,68 procent av rösterna, vilket gjorde det till det näst största partiet utanför riksdagen, efter Sverigedemokraterna (2,93 procent) och tätt följt av Piratpartiet (0,63 procent).
I riksdagsvalet 2010 gick partiet bakåt och slutade på 0,40 procent av rösterna.
I riksdagsvalet 2014 fick Feministiskt Initiativ sitt bästa resultat hittills i ett riksdagsval, 3,1 procent, vilket gjorde det till det största partiet utanför riksdagen samt även det mest framgångsrika småparti som aldrig vunnit mandat i ett riksdagsval eller andrakammarval. Stockholm blev den kommun och valkrets där partiet fick sin högsta röstandel med 7,2 procentav rösterna. Partiet blev största parti i 11 valdistrikt.
I riksdagsvalet 2018 backade partiet kraftigt och förlorade nästan 9 av 10 av sina väljare jämfört med riksdagsvalet 2014 och fick 0,46 procent av rösterna.
I riksdagsvalet 2022 fick partiet 3 157 röster (0,05 procent), vilket gjorde partiet till det åttonde största partiet utanför Sveriges riksdag från att ha varit det största småpartiet i de föregående två riksdagsvalen.

### Kommunalval
I Simrishamns kommun, där dåvarande partiledaren Gudrun Schyman är bosatt, fick partiet 8,9 procent av rösterna i valet till kommunfullmäktige 2010, vilket gav dem fyra mandat och gjorde partiet till kommunens tredje största parti. I kommunalvalen 2014 fick Feministiskt initiativ 26 mandat i 13 kommuner. I valet 2018 blev partiet blev av med båda sina mandat i Malmö, ett i Simrishamn och ett i Göteborg men kom in i Vilhelmina. Partiet var fortfarande representerat i 13 kommuner. Feministiskt initiativ har efter valet 2022 plats i kommunfullmäktige i tre kommuner: Gullspång, Kiruna och Strömstad.
| Kommun     | Län          | 2006 | 2010 | 2014 | 2018 | 2022 |
| ---------- | ------------ | ---- | ---- | ---- | ---- | ---- |
| Gnesta     | Stockholm    | 0    | 0    | 0    | 1    | 0    |
| Gotland    | Gotland      | 0    | 0    | 1    | 2    | 0    |
| Gullspång  | V Götaland   | 0    | 0    | 2    | 1    | 1    |
| Göteborg   | V Götaland   | 0    | 0    | 3    | 2    | 0    |
| Kiruna     | Norrbotten   | 0    | 0    | 1    | 2    | 2    |
| Lund       | Skåne        | 0    | 0    | 2    | 2    | 0    |
| Malmö      | Skåne        | 0    | 0    | 2    | 0    | 0    |
| Norrköping | Östergötland | 0    | 0    | 1    | 0    | 0    |
| Sala       | Västmanland  | 0    | 0    | 1    | 0    | 0    |
| Simrishamn | Skåne        | 0    | 4    | 4    | 3    | 0    |
| Stockholm  | Stockholm    | 0    | 0    | 3    | 3    | 0    |
| Strömstad  | V Götaland   | 0    | 0    | 0    | 1    | 2    |
| Svalöv     | Skåne        | 0    | 0    | 1    | 1    | 0    |
| Umeå       | Västerbotten | 0    | 0    | 3    | 0    | 0    |
| Uppsala    | Uppsala      | 0    | 0    | 2    | 2    | 0    |
| Vilhelmina | Västerbotten | 0    | 0    | 0    | 1    | 0    |
| Ödeshög    | Östergötland | 0    | 0    | 0    | 1    | 0    |
| Totalt     |              | 0    | 4    | 26   | 22   | 5    |

### EU-val
| EU-valen |
| -------- |
|          |

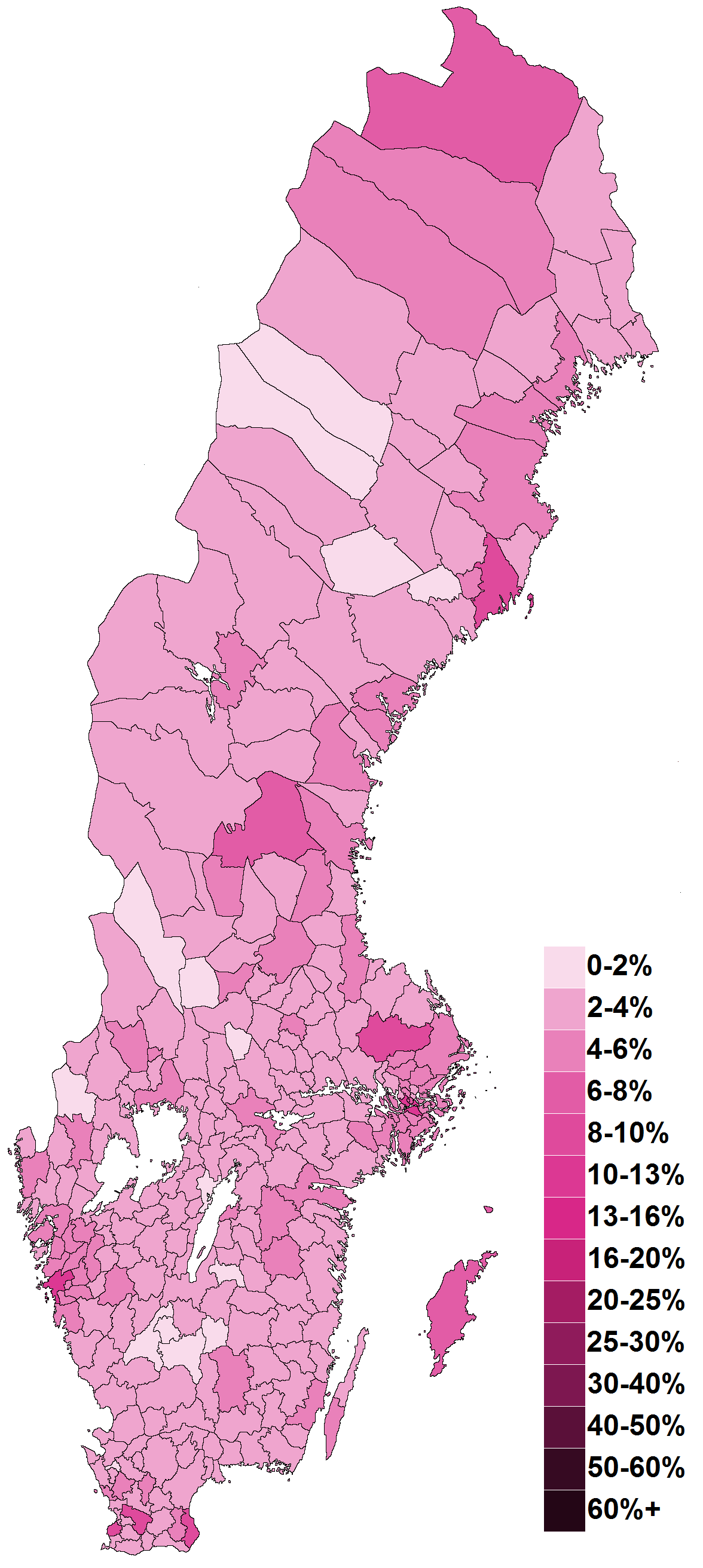
Procentuellt stöd efter kommun EU-valet 2014.

I Europaparlamentsvalet 2009 fick Feministiskt initiativ 2,2 procent av rösterna. De fick högst andel röster i Simrishamn (5,7 procent), Stockholm (4,5 procent), Malmö (4,5 procent) och Lund (4,1 procent).
I Europaparlamentsvalet 2014 vann partiet för första gången ett mandat i Europaparlamentet, med 5,5 procent av rösterna. Soraya Post blev partiets parlamentariker. Partiet anslöt sig till Gruppen Progressiva förbundet av socialdemokrater i Europaparlamentet (S&D).
I Europaparlamentsvalet 2019 åkte partiet ur parlamentet då det fick 0,8 procentenheter av rösterna. Inför EU-valet 2024 samarbetade partiet med Partiet Vändpunkt under partibeteckningen Värdigt liv, med ett gemensamt valmanifest och valsedel med kandidater från båda partier. De fick 2 545 röster (0,06 procent), vilkt gjorde det till valets femtonde största parti.